# František Bernard Vaněk
František Bernard Vaněk (15. července 1872 Stádlec u Tábora – 1. dubna 1943 Dachau) byl český kněz, spisovatel a kulturní organizátor, jehož celoživotní působení je spjato především s městem Pelhřimov a vrchem Křemešník. Od roku 1906 pelhřimovský děkan, později Monsignore (1930) a čestný papežský prelát (1937).

## Život a dílo
Vystudoval biskupský seminář v Českých Budějovicích, po vysvěcení na kněze byl kaplanem v obci Pürles (dnes Brložec), potom působil v Sudoměřicích u Bechyně a v Pelhřimově. Vaněk je znám především jako autor prózy Na krásné samotě (1938), za kterou obdržel cenu České akademie věd a umění. V té době působil jako děkan v Pelhřimově i na blízkém Křemešníku, kde se román především odehrává. V letech 1902–1942 redigoval homiletický časopis Kazatelna, do jehož okruhu přispěvatelů patřil například J. Š. Baar, Xaver Dvořák nebo Václav Bělohlávek. V roce 1922 založil Chrámové družstvo pro republiku Československou, které mělo za cíl pozvednout úroveň výzdoby církevních staveb a církevního umění obecně. Svou esejí Sochař mystik v časopise Nový život poukázal jako jeden z prvních na talent a umělecké kvality Františka Bílka. Jeho neobyčejně pestrá regionální činnost zahrnovala péči o památky i veřejná prostranství, zakládání nejrůznějších organizací a podporu sportu.
V první i druhé světové válce byl Vaněk vyšetřován a perzekvován za své vlastenecké postoje. V roce 1914 odmítl zvonit na počest rakousko-uherského dobytí Bělehradu, 28. září 1918 sloužil v pelhřimovském chrámu sv. Bartoloměje svatováclavskou mši za samostatnost československého státu. Ve druhé světové válce otevřeně vystupoval proti nacismu a za svá kázání byl v roce 1942 zatčen gestapem a deportován do koncentračního tábora v Dachau. Tam napsal svou poslední knihu vzpomínek na období svého děkanování v Pelhřimově a Pelhřimovském domečku "Vlaštovky se vracejí". V této knížce vzpomíná i "pelhřimovskou gotickou katedrálu" složenou z korun stromů. Její poslední kapitoly v Dachau již musel diktovat vězněnému kolegovi.
V Dachau 1. dubna 1943 zemřel. Ještě 5. dubna 1943 vydala Národní politika příznivou kritiku jeho tehdy nové knihy Na srdci.